# 刘粹
劉粹（375年—427年）字道沖，沛郡蕭人。持節、監河中軍事，征虜將軍劉恢之孫，劉毅族弟。劉粹家住京口。擔任州從事、參建武軍事。跟隨劉裕討伐桓玄，轉參鎮軍事，不久加封建武將軍、沛郡太守，又兼任下邳太守，又任車騎中軍參軍。跟隨劉裕北伐南燕，受封西安縣五等侯。班師回朝後，轉中軍諮議參軍，後任游擊將軍、建威將軍、江夏相。受封灄陽縣男，食邑五百戶。因母親去世而離職。劉裕討伐司馬休之時，任命劉粹為寧朔將軍、竟陵太守，不久進號輔國將軍，升任相國右司馬、侍中、中軍司馬、冠軍將軍，又升任左衞將軍。永初元年（420年），改封建安縣侯，食邑千戶。二年（421年），因違規差遣監吏而遭到免官。不久又出任督江北淮南郡事、征虜將軍、廣陵太守。三年（422年），以征虜將軍督豫司雍并四州南豫州之梁郡弋陽馬頭三郡諸軍事、豫州刺史，兼任梁郡太守，鎮守壽陽。
景平二年（424年），譙郡有六十餘戶百姓叛逃北魏，而趙炅、秦剛等六戶百姓後悔，於是回到劉宋的領土陳留襄邑縣謀等村，劉粹派將領追捕叛逃百姓，大部分沒能追上，於是殺死謀等村三十戶男子137人。結果劉粹因此事被貶為寧朔將軍。不久北魏進攻劉宋，劉粹派遣將軍李元德進攻許昌，殺死北魏潁川太守庾龍，陳留人董邈自稱小黃盟主，響應劉宋，斬殺北魏征虜將軍、廣州刺史司馬世賢，司馬世賢頭顱被送到京都建康。
劉義隆即位後，劉粹升任使持節、督雍梁南北秦四州荊州之南陽竟陵順陽襄陽新野隨六郡諸軍事、征虜將軍、兼任寧蠻校尉、雍州刺史、襄陽新野二郡太守。元嘉三年（426年）討伐謝晦，朝廷派劉粹弟弟車騎從事中郎劉道濟以及龍驤將軍沈敞之支援劉粹，劉粹派劉道濟行與沈敞之以及南陽太守沈道興進攻謝晦，結果不敵謝晦司馬周超，死傷大半，劉粹被降號寧朔將軍。元嘉四年（427年），劉粹去世，享年五十三歲。朝廷追贈安北將軍。

## 延伸阅读
[在维基数据编辑]
 《宋書·卷45》，出自沈约《宋书》
 《南史·卷17》，出自李延壽《南史》